# 97 Piscium
97 Piscium, eller VX Piscium, är en pulserande variabel av Delta Scuti-typ (DSCT) i Fiskarnas stjärnbild.
Stjärnan varierar mellan visuell magnitud +5,9 och 6,02 med en period av 0,131 dygn eller 3,1 timmar.